# Porroglossum
Porroglossum är ett släkte av orkidéer. Porroglossum ingår i familjen orkidéer.

## Bildgalleri

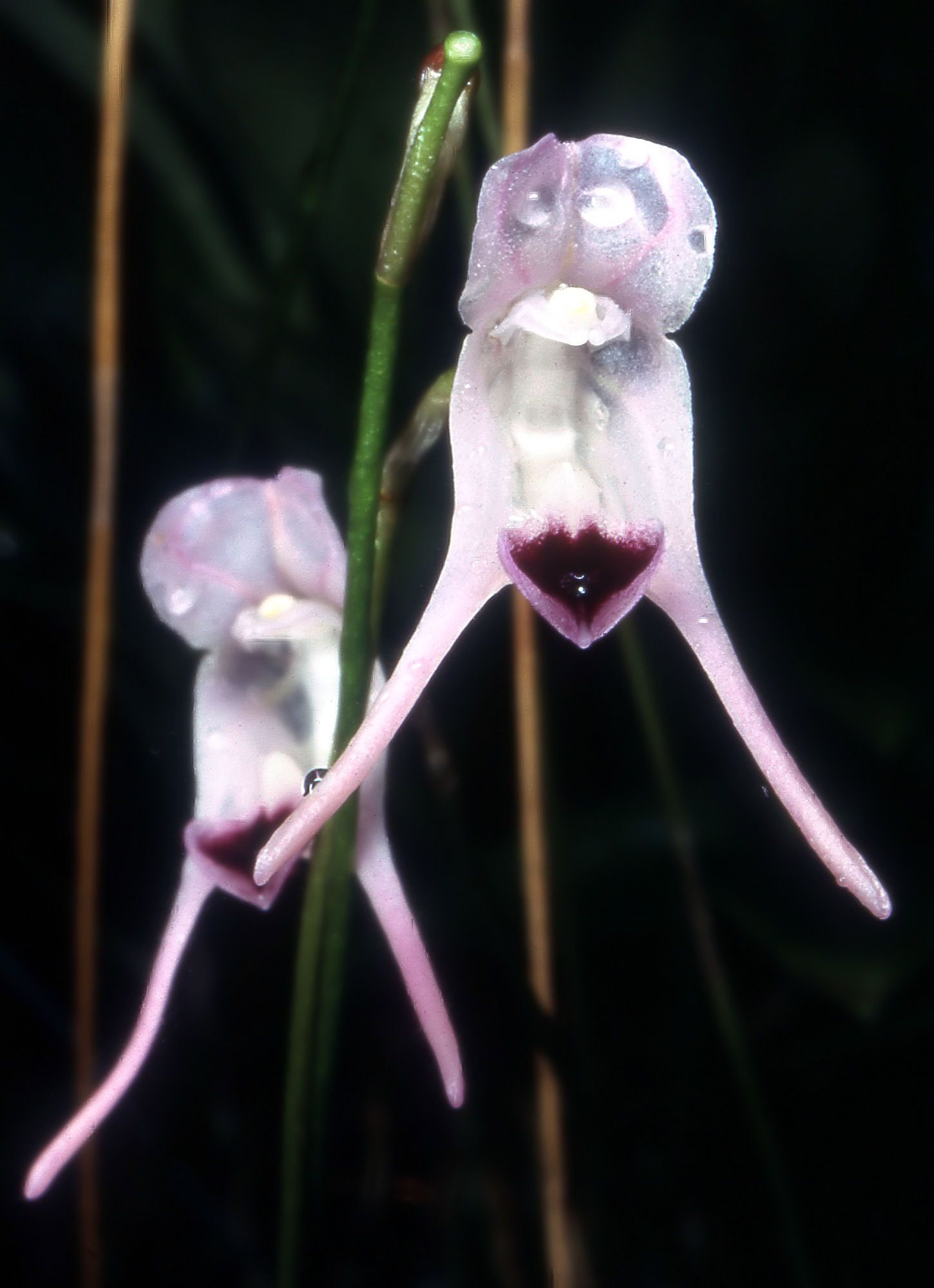

## Dottertaxa tillPorroglossum, i alfabetisk ordning[1]
- Porroglossum actrix
- Porroglossum agile
- Porroglossum amethystinum
- Porroglossum andreettae
- Porroglossum aureum
- Porroglossum condylosepalum
- Porroglossum dactylum
- Porroglossum dalstroemii
- Porroglossum dreisei
- Porroglossum echidna
- Porroglossum eduardi
- Porroglossum hirtzii
- Porroglossum hoeijeri
- Porroglossum hystrix
- Porroglossum jesupiae
- Porroglossum josei
- Porroglossum lorenae
- Porroglossum lycinum
- Porroglossum marniae
- Porroglossum meridionale
- Porroglossum merinoi
- Porroglossum miguelangelii
- Porroglossum mordax
- Porroglossum muscosum
- Porroglossum nutibara
- Porroglossum olivaceum
- Porroglossum parsonsii
- Porroglossum peruvianum
- Porroglossum porphyreum
- Porroglossum portillae
- Porroglossum procul
- Porroglossum rodrigoi
- Porroglossum schramii
- Porroglossum sergii
- Porroglossum sijmii
- Porroglossum taylorianum
- Porroglossum teaguei
- Porroglossum teretilabia
- Porroglossum tokachii
- Porroglossum tripollex
- Porroglossum uxorium